# Abidama sexmaculata
Abidama sexmaculata är en insektsart som beskrevs av Victor Lallemand 1927. Abidama sexmaculata ingår i släktet Abidama och familjen spottstritar. Inga underarter finns listade i Catalogue of Life.